# Jalovec (okres Prievidza)
Jalovec (Hongaars: Parlag) is een Slowaakse gemeente in de regio Trenčín, en maakt deel uit van het district Prievidza.
Jalovec telt 592 inwoners.